# Decapitazione dei santi Cosma e Damiano
La Decapitazione dei santi Cosma e Damiano è un dipinto, tempera su tavola (36x46 cm), di Beato Angelico, conservato nel Museo del Louvre di Parigi. Faceva parte della predella con le Storie dei santi Cosma e Damiano della Pala di San Marco, oggi divisa tra più musei. Il pannello in questione era il settimo della serie, il sesto sul lato frontale da sinistra.

## Storia
La pala di San Marco era destinata all'altare maggiore della chiesa di San Marco a Firenze, officiata dai domenicani del convento di cui faceva parte anche l'Angelico stesso. Il dipinto era solo uno dei tasselli della completa ristrutturazione e ridecorazione del convento offerta da Cosimo de' Medici e che ebbe come protagonista assoluto, per quanto riguarda la decorazione pittorica, l'Angelico. Il programma comprendeva oltre alla pala per l'altare maggiore, il celebre ciclo di affreschi, sia nelle aree comuni che nelle celle individuali, e una serie di codici miniati.
L'altare maggiore della chiesa venne riscattato dai Medici nel 1438, per la somma considerevole di cinquecento ducati, e riconsacrato ai santi protettori della famiglia, Cosma e Damiano, che in vita erano stati appunto, secondo la leggenda, "medici". La vecchia pala d'altare, un'Incoronazione della Vergine del 1402, in stile tardogotico di Lorenzo di Niccolò, venne rimossa e donata, con un'istanza del Priore fra Cipriano datata 1438, alla chiesa di San Domenico di Cortona, dove si trovava una comunità domenicana gemellata con quella fiorentina e dove si recò personalmente l'Angelico per effettuare la consegna nel 1440 (nell'occasione venne inciso sulla cornice il nome dei Medici come donatori).
La nuova pala venne quindi commissionata all'Angelico in un momento imprecisato, verosimilmente nel 1438 quando venne deciso di disfarsi di quella vecchia. La pala viene in genere datata entro il 1440, mentre i pannelli della predella forse vennero completati entro il 1443. Non vi sono ragioni per dubitare che venissero dipinti in una sequenza diversa da quella in cui si trovavano.
Con le soppressioni tra XVIII e XIX secolo la pala venne rimossa smembrata e parzialmente dispersa. I pannelli della predella sono oggi in parte a Firenze e in parte in altri musei internazionali. Se la pala venne sottoposta a un restauro disastroso, in un'epoca imprecisata tra XVIII e XIX secolo, i pannelli della predella furono risparmiati ed oggi sono generalmente in condizioni ottime o molto buone, tranne il pannello di Washington, che è più danneggiato.

## Descrizione e stile

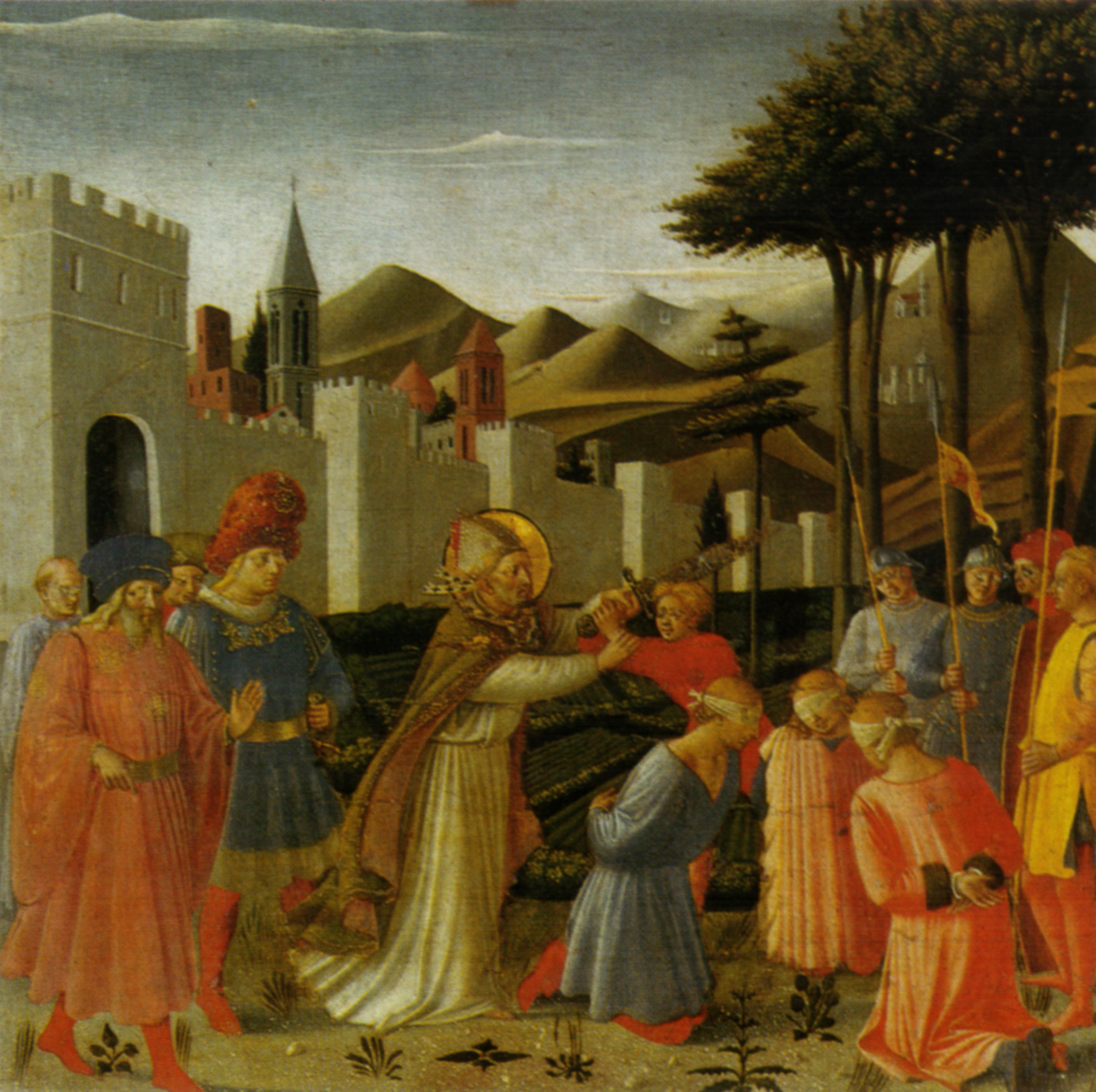
San Nicola salva tre condannati a morte, dalla predella della Pala di Perugia

Cosma e Damiano erano due celebri medici, tradizionalmente creduti gemelli, che guarivano gratuitamente le persone. Arrivata la loro fama agli orecchi del prefetto romano della Cilicia Lisia, egli se li fece portare davanti e li accusò di perturbare l'ordine pubblico tramite la diffusione della loro fede cristiana. Al loro rifiuto di abiurare vennero condannati ad atroci torture prima di essere decapitati.
La scena della decapitazione mostra dettagli raccapriccianti, come l'abbondante sangue e la morte stessa dei santi e dei loro tre fratelli minori Antimo, Leonzio ed Eupreprio, ancora adolescenti. A decollarli è un boia che prima di attuare il loro martirio li ha bendati e legati. L'esecuzione di Cosma e Damiano è già avvenuta; il boia inoltre ha appena decollato uno dei loro tre fratelli (l'artista ha colto il momento in cui il busto del martire cade a terra, dove già si trova il capo reciso) mentre gli altri due, i più giovani, stanno per subire la stessa sorte. La posa dinamica del carnefice è ripresa dal Martirio di san Giovanni Battista di Masaccio, ma viene qui sviluppata con maggior efficacia. Il martirio è ambientato all'esterno, in un prato ricco di erbette finemente descritte. Alla mancanza di una superficie piatta e parallela al piano frontale sullo sfondo l'Angelico rispose con una fila di cipressi. La città sullo sfondo richiama quella della predella con le Storie di san Nicola della pala di Perugia (1437), con un'analoga cinta muraria di città, solo che questa volta la luce proviene da destra, quindi le parti delle mura che erano in ombra adesso sono in piena luce e viceversa.
Questo pannello, come gli altri della predella, è caratterizzato da un vivace stile aneddotico e accattivante, che racconta efficacemente le storie. Straordinaria è la luce, come in altri dipinti dell'Angelico, che unifica l'intera scena con toni tenui e cristallini e con un efficace modellato dei volumi tramite il chiaroscuro.

## Disposizione originaria dei pannelli della predella
La predella della pala di San Marco era composta da nove pannelli (oggi esposti in più musei). Al centro si trovava la Pietà, mentre ai lati si trovavano otto storie dei santi Cosma e Damiano, sei sul lato principale e la prima e l'ultima sui fianchi.
- Guarigione di Palladia, National Gallery of Art, Washington
- San Cosma e san Damiano davanti a Lisia, Alte Pinakothek, Monaco di Baviera
- San Cosma e san Damiano salvati dall'annegamento, Alte Pinakothek, Monaco di Baviera
- Condanna al rogo dei santi Cosma e Damiano, National Gallery of Ireland, Dublino
- Pietà, Alte Pinakothek, Monaco di Baviera
- Crocifissione dei santi Cosma e Damiano, Alte Pinakothek, Monaco di Baviera
- Decapitazione dei santi Cosma e Damiano, Museo del Louvre, Parigi
- Sepoltura dei santi Cosma e Damiano, Museo nazionale di San Marco, Firenze
- Guarigione del diacono Giustiniano, Museo nazionale di San Marco, Firenze

Predella della Pala di San Marco